# خايمي بالميس
كان خايمي لوسيانو بالميس إي أوربيا (باللغة الكتالونية: Jaume Llucià Antoni Balmes i Urpià؛ 28 أغسطس 1810 - 9 يوليو 1848) فيلسوفًا إسبانيًا، وعالمًا لاهوتيًا، ومدافعًا كاثوليكيًا، وعالم اجتماع، وكاتبًا سياسيًا. كان بالميس، الذي كان على دراية بعقيدة القديس توما الأكويني، فيلسوفًا أصيلًا لم ينتمي إلى أي مدرسة أو تيار معين، وقد أطلق عليه البابا بيوس الثاني عشر لقب «أمير علوم الدفاع الحديثة».

## السيرة الحياتية
وُلد بالميس في بلدية فيتش (فيك)، في إقليم كتالونيا في إسبانيا وجرى تعميده في نفس اليوم في كاتدرائية المدينة باسم خايمي لوسيانو أنطونيو. وتُوفي هناك أيضًا.
بدأ بالميس دراسته عام 1817 في المدرسة اللاهوتية في فيتش؛ قضى ثلاث سنوات في تعلم قواعد اللغة اللاتينية، وثلاث سنوات لدراسة فن البلاغة، وشرع منذ عام 1822 في دراسة الفلسفة لمدة ثلاث سنوات. حظي بطقوس حلق شعر الرأس بوصفه راهبًا جديدًا عام 1825، في بلدية سولسونة، على يد أسقف المدينة مانويل بينيتو تابيرنيرو.
خاض بالميس دورات في علم اللاهوت في المدرسة اللاهوتية ببلدية فيتش منذ عام 1825 إلى عام 1826. كما درس أربع دورات في اللاهوت كمنحة دراسية في كلية سان كارلوس بجامعة سيرفيرا.
أُغلقت جامعة سيرفيرا في عام 1830 لمدة عامين، فواصل بالميس الدراسة في مدينة فيتش منفردًا، حتى حصل على شهادته في اللاهوت في 8 يونيو 1833.
رُسِّمَ بالميس كاهنًا على يد الأسقف دون بابلو دي خيسوس كوركويرا في كنيسة القصر الأسقفي ببلدية فيتش في 20 سبتمبر 1834. واصل دراسته في اللاهوت والشرائع مرة أخرى في جامعة سيرفيرا. حصل في عام 1835 على درجة الدكتوراة في علوم اللاهوت ودرجة البكالوريوس في الشرائع.
قام بالميس بعد ذلك بعدة محاولات للتدريس بطريقة رسمية في جامعة برشلونة وعدم الانخراط في التدريس الخاص في مدينة فيتش لبعض الوقت. عينه مجلس المدينة أخيرًا أستاذًا للرياضيات عام 1837، وهو المنصب الذي شغله لمدة أربع سنوات. توفيت والدته تيريزا أوربيا عام 1839. ثم انتقل إلى مدينة برشلونة عام 1841 وعاش فيها.
بدأ بالميس بعد ذلك نشاطه الإبداعي وساهم في العديد من الصحف والمجلات: كصحيفة السلام، ومدريد الكاثوليكية، والحضارة؛ وكذلك العديد من الكتيبات التي جذبت انتباه القراء.
«تفجرت» عبقريته الإبداعية منذ عام 1841، وقام في بضعة أشهر عالية النشاط بتطوير كتاباته وشخصيته، والتي أثارت الإعجاب في جميع أنحاء أوروبا.
نشر، في 7 سبتمبر 1844، كتاب «الفكرة الحقيقية للقيمة، أو تأملات حول أصل، وطبيعة الأسعار وتغيراتها»؛ وفي هذا الكتاب حل بالميس ما يُسمى تناقض القيمة، وقدم بشكل واضح مفهوم الاستخدام الهامشي، وسأل بالميس نفسه، «لماذا الحجر الكريم له قيمة أعلى من قطعة الخبز؟»
نُفي بالميس من البلاد بعد أن هاجم الوصي على العرش الإسباني بالدوميرو إسبارتيرو. أسس عند عودته صحيفة «فكر الأمة» وقام بتحريرها، وهي صحيفة أسبوعية كاثوليكية ومحافظة. إلا أن شهرته استندت وجاءت بصورة أساسية من كتابه «المقارنة بين البروتستانتية والكاثوليكية في تأثيرهما على الحضارة الأوروبية»، ويقدم الكتاب دفاعًا قويًا وبارعًا عن الكاثوليكية على أساس أنها تمثل روح الطاعة أو النظام، على عكس البروتستانتية التي تمثل روح التمرد أو الفوضى. غالبًا ما يُستشهد بالكتاب على أنه حجة مضادة للروايات التاريخية التي تركز على الدور المركزي المشهور للفكر البروتستانتي في تطوير المجتمع الحديث.

بحسب الموسوعة البريطانية الطبعة الحادية عشرة:
إن أفضل أعماله الفلسفية، التي تُعد عرضًا واضحًا لمنظومة الفكر المدرسي، هي كتاب «الفلسفة الأساسية»، وكتاب «دورة الفلسفة الأساسية»، الذي ترجمه إلى اللغة اللاتينية لاستخدامه في المدارس اللاهوتية.
خاض بالميس الجدال لصالح النظام الملكي.
تُوفي نتيجة لمرض السل في مدينة فيتش عام 1848.